# Abigail Roberts
Abigail Roberts è un personaggio immaginario presente nella serie di videogiochi Red Dead.

## Storia

### Passato
Abigail nasce nel 1877 venendo abbandonata dai genitori. Per sopravvivere divenne una prostituta e nel 1894 grazie ad un uomo chiamato "Zio" entrò nella Banda di Dutch van der Linde diventando una criminale. Legò con tutti i membri della banda e andò a letto con molti di loro. Qui conobbe John Marston e i due s'innamorarono. Abigail rimase incinta di John partorendo nel 1895 il loro figlio Jack. Con la nascita di Jack, Abigail abbandonò completamente la vita da prostituta promettendosi di diventare una persona migliore per suo figlio. Con la nascita di Jack, il rapporto con John peggiorò perché questi non voleva una vita familiare, inoltre dubitava che Jack fosse suo visto che Abigail aveva avuto rapporti con altri membri della banda. Nonostante John avesse lasciato la banda per un anno, ella cercò sempre di far avvicinare Jack e John e non smise mai di amare quest'ultimo.

### Red Dead Redemption II
Nel 1899 la banda tentò un colpo alla banca di Blackwater fallendo, così furono costretti a fuggire a nord tra le montagne innevate. Si rifugiarono in un villaggio abbandonato. Durante la fuga John si perse e il giorno dopo Abigail chiese ad Arthur e Javier di andare a recuperare suo marito. I due lo salvano riportandolo da sua moglie e suo figlio. La banda salvò una donna di nome Sadie Adler dagli uomini di Colm O'Driscoll e Abigail cominciò a legare con tale donna.
Tempo dopo la banda scese dalle montagne ad est, accampandosi vicino alla cittadina di Valentine. Nel mentre Abigail cerca di far avvicinare ancora John a Jack senza successo, così chiede ad Arthur di passare del tempo con il piccolo Jack. Quando a Valentine Dutch, Arthur, Jonh e Strauss si trovano coinvolti in una sparatoria, la banda fugge nuovamente a sud accampandosi vicino alla cittadina di Rhodes. Qui la banda scopre che la città è controllata da due famiglie rivali: I Grey e i Braithwaite. Dutch decide di farli scontrare per poi derubarli entrambi. Le due famiglie si rendono conto della trappola e organizzano dei piani di vendetta: I Grey uccidono un membro della banda mentre i Braithwaite rapiscono Jack. Abigail scopre la scomparsa del piccolo e supplica a tutti di trovarlo. L'intera banda assalta la villa dei Braithwaite scoprendo che Jack è stato dato al mafioso italiano Angelo Bronte che ormai da anni controlla la criminalità organizzata di Saint Denis.
La banda si sposta vicino alla città e Dutch, John e Arthur recuperano il bambino. Dutch decide di rapinare la banca di Saint Denis e nel piano fa parte anche Abigail con il compito di distrarre le guardie. Tuttavia il piano va a monte con l'arrivo dei federali e Abigail fugge. 
Durante la rapina John viene catturato e imprigionato nel penitenziario dell'isola di Sisika. Abigal chiede quindi ad Arthur e Sadie di liberare Jonh, cosa che riusciranno a fare con successo. John comincia a rendersi conto della pazzia di Dutch e si avvicina sempre di più ad Abigail. La coppia decide di organizzare un piano di fuga quando la banda si scioglierà del tutto a causa della sanità mentale di Dutch che degenera ogni giorno. Durante la rapina al treno, Jonh rimane ferito e viene creduto morto da Dutch, mentre Abigail e Jack vengono rapiti dall'agente Milton. Il bambino viene però salvato da Tilly, che lo porta immediatamente in salvo, mentre Abigail viene imprigionata ad Annesburg venendo usata come esca per attirare la banda. In suo aiuto giungono solamente Arthur e Sadie. Quest'ultima viene anch'essa catturata, ma l'arrivo di Arthur permette a lei ed a Abigail di liberarsi, con Abigal che spara ad Milton uccidendolo. Abigail, Arthur e Sadie si ricongiungono con Tilly e Jack. Prima di separarsi Abigal rivela ad Arthur che i soldi che dovevano usare durante la fuga si trovano nella caverna in cui si erano accampati, regalandogli la chiave per aprire il baule contenente il denaro. Durante la notte Abigail e Jack si ricongiungono a John e i tre fuggono per cominciare una nuova vita. 
Passano anni e i tre si spostano continuamente a causa di John che non riesce ad abbandonare completamente la vita da fuorilegge. Nel 1907 si recano a Strawberry per cominciare di nuovo e qui Abigail trova lavoro in uno studio medico come addetta alle pulizie, John nel mentre trova lavoro in un ranch ottenendo una casa per tutti e tre. Nel mentre Abigail accenna a John che vorrebbe comprare un ranch per iniziare una vita da contadini. A causa di un assalto dei cacciatori di taglie prima, e un attacco al ranch da parte di una banda poi, John è costretto a impugnare nuovamente le armi. Per tali azioni Abigail lascia John portandosi dietro Jack lasciando una lettera a John dicendo che lo amerà per sempre. Mesi dopo Abigail riceve una lettera da John che la informa che ha comprato un ranch a Beechers Hope e le chiede di raggiungerlo con Jack. Abigail e Jack arrivano sul luogo ed ella fa pace con John. Nel ranch Abigail reincontra Zio e Charles scoprendo che hanno aiutato John. Si reincontra anche con Sadie venendo a scoprire che ella è diventata una cacciatrice di taglie. Un giorno Abigail e John si concedono un giorno libero e si recano a Blackwater passando una giornata tranquilla come una normale coppia. A fine serata John chiede di sposarla ufficialmente diventando la signora Marston. Giorni dopo al ranch giunge Sadie affermando che ha scoperto dove si trova Micah e chiede a Charles e John di seguirla. Nonostante Abigail cerchi di fermarlo, John segue l'amico. Ritornano giorni dopo tutti e tre vivi. Vendicato Arthur, Abigail e John si sposano ufficialmente iniziando la loro nuova vita al ranch.

### Red Dead Redemption
Abigail con la sua famiglia trascorre anni di pace nel loro ranch, ma nel 1911 gli agenti Pinkerton rapiscono Abigail e Jack costringendo John a dare la caccia ai suoi ex compagni di banda: Bill Williamson, Javier Escuella e Dutch van der Linde. Dopo che John uccide tutti e tre i bersagli, Abigail e Jack vengono rilasciati e si ricongiungono con John. La famiglia ricomincia la sua solita vita tranquilla. Tempo dopo al ranch arrivano gli agenti Pinkerton intenzionati ad uccidere gli ultimi membri della banda di Dutch: John e Zio. I due iniziano una furente sparatoria e gli agenti federali uccidono Zio. John, Abigail e Jack si rifugiano nella stalla e John aiuta sua moglie e Jack a fuggire mentre lui trattiene i federali. Pochi minuti dopo Abigail e Jack ritornano al ranch trovando il cadavere di John. Abigail e Jack seppelliscono John nel ranch. Nel 1914 Abigail all'età di 37 anni muore per causa della tubercolosi e viene seppellita accanto a suo marito.
Terrore dall'Oltretomba
In Terrore dall'Oltretomba è una realtà alternativa, ambientata poco prima del finale, dove John è tornato dalla sua famiglia e decide di ricominciare una nuova vita. Una sera Zio non è tornato a casa e a notte fonda compare in casa entrando nella camera da letto di John e Abigail avendo un aspetto orribile e strano. Zio è diventato uno zombie e morde Abigail trasformando pure lei in uno zombie. Ella perde la capacità di ragionare e morde suo figlio Jack trasformando pure lui in uno zombie. John lega Abigail e Jack segregandoli in casa per poi partire per trovare una cura. Dopo che John ha debellato la maledizione ritorna al ranch scoprendo che Abigail e Jack sono tornati normali.

## Personalità
Come dice spesso John, Abigail è una donna in un mondo di uomini. Infatti ella non è una donna fragile e non si fa mettere i piedi in testa da nessuno, nemmeno da suo marito John quando litigano. Avendo vissuto una vita come prostituta ha sviluppato carattere imparando ad affrontare ogni genere di persona. Quando lei e Jack vengono rapiti dai Pinkerton, ella dice a John che un agente ci ha provato con lei ed ella gli ha dato un pugno rompendogli il naso. È anche questo suo carattere forte che ha fatto innamorare John. Nonostante non rimpianga la sua vita da prostituta si è ripromessa di non farlo mai più per il bene di suo figlio. Desidera vivere una vita normale insieme alla sua famiglia.
Con la nascita di Jack la sua vita è cambiata completamente perché ha dato ad Abigail una ragione di vita, un modo per migliorare se stessa e dal giorno della sua nascita si è ripromessa di fare qualunque cosa per il suo bene. Cerca in ogni modo di renderlo felice e cerca in ogni modo di avvicinarlo a John, perché all'inizio questi pensasse che non fosse suo. 
Abigail e John si amano profondamente ma spesso si trovano in disaccordo anche per inezie, tuttavia si scusano sempre. Grazie a John e Jack, Abigail ha potuto cominciare una nuova vita e finalmente il suo desiderio di vivere una vita normale. Nonostante ami John, questi per anni ha fatto fatica ad abbandonare la sua vita da fuorilegge e per fargli capire che deve cambiare per lei e Jack, Abigail lo ha lasciato. Questo suo atto ha permesso a John di maturare e costruire un ranch solo per lei per dimostrare il suo grande amore. Oltre ad amare John e Jack, Abigail era molto legata con Arthur e di fatto è stato lui a permettere ai tre un futuro insieme sacrificando la sua vita. Il grande gesto eroico di Arthur ha segnato profondamente John e Abigail e spesso la donna cerca di far capire a suo marito che deve abbandonare la vita da pistolero in segno di rispetto ad Arthur. Inoltre è stato proprio quest'ultimo a far capire a John l'importanza della famiglia.